# Viatxeslav Stepànov
Viatxeslav Stepànov (rus: Вячеслав Васильевич Степанов)  (Smolensk, 4 de setembre de 1889 - Moscou, 22 de juliol de 1950) va ser un matemàtic soviètic.

## Vida i Obra
Stepànov va fer els estudis universitaris de matemàtiques a la universitat de Moscou en la qual es va graduar el 1912, essent un deixeble destacat i seguidor de Dmitri Iegórov. Els cursos següents va anar a ampliar estudis a la universitat de Göttingen on va rebre classes de David Hilbert i de Edmund Landau.
El 1915 va retornar a Moscou i va iniciar la seva carrera docent a la universitat que ja no va deixar fins a la seva mort el 1950. A partir de 1920 va participar activament en els seminaris organitzats per Nikolai Luzin. A partir de 1939 va exercir de director de l'Institut de Recerca Matemàtica de la universitat.
Les recerques de Stepànov van ser en els camps de les funcions de moltes variables, de les funcions quasi-periòdiques i dels sistemes dinàmics no lineals. Juntament mab el seu deixeble Viktor Nemytsky, va publicar un llibre de text de força èxit, reeditat en diverses ocasions i traduit a altres idiomes: Качественная теория дифференциальных уравнений (Teoria qualitativa de les equacions diferencials) (1936, primera edició en anglès de 1960).